# سیارک ۲۱۵۴۷
سیارک ۲۱۵۴۷ (به انگلیسی: 21547 Kottapalli، نامگذاری:1998QK38) بیست و یک هزار و پانصد و چهل و هفتمین سیارک کشف شده‌است که در ۱۷ اوت ۱۹۹۸ کشف شد.
قدر مطلق سیارک برابر ۲۶.۹ است.